# Kindersprachstatistik
Die Kindersprachstatistik befasst sich als Teildisziplin sowohl der Sprachstatistik als auch der Kindersprachforschung (Spracherwerbsforschung) mit statistischen Erhebungen zur Kindersprache. Dabei geht es darum, die Fortschritte, die ein Kind beim Erwerb seiner Muttersprache macht, statistisch zu erfassen und mit denen anderer Kinder zu vergleichen. Zum Aufgabengebiet der Kindersprachstatistik gehören Probleme der „Datenerhebung (Korpusbildung)“ und „der sprachstatistischen Beschreibung und Bewertung der ... Datenmengen.“ (Klappentext zu Wagner (Hrsg.) 1992)

## Themen
Im Lauf der Spracherwerbsforschung wurden viele Themen (Überblick: Kegel 1987) auch statistisch bearbeitet, darunter
- Entwicklung des Lauterwerbs
- Fortschritte beim Erwerb der Morphologie und der Syntax
- Aufbau des Wortschatzes
- Entwicklung des Redetempos
- Unterschiede im Spracherwerb bei den Geschlechtern
- sozial bedingte Unterschiede

## Gesetzmäßigkeiten im Spracherwerb
Die Erhebungen der Kindersprachstatistik ermöglichen Untersuchungen dazu, ob die Befunde zum Verlauf und zum momentanen Zustand eines Erwerbsprozesses die Hypothese stützen, dass Sprache und Sprachverwendung gesetzmäßig erfolgen; diese Hypothese wurde in etlichen Fällen mit positivem Ergebnis überprüft. So konnte beispielsweise einer Anregung von Wagner, Köhler und Altmann folgend gezeigt werden, dass der Ausbau des Wortschatzes dem gleichen Modell unterliegt, das auch das Piotrowski-Gesetz ausmacht, das den Wandel einer Sprache modelliert (Best 2003, 2006). Damit kann die Kindersprachstatistik auch für die Quantitative Linguistik nutzbar gemacht werden.